# Sam Panopoulos

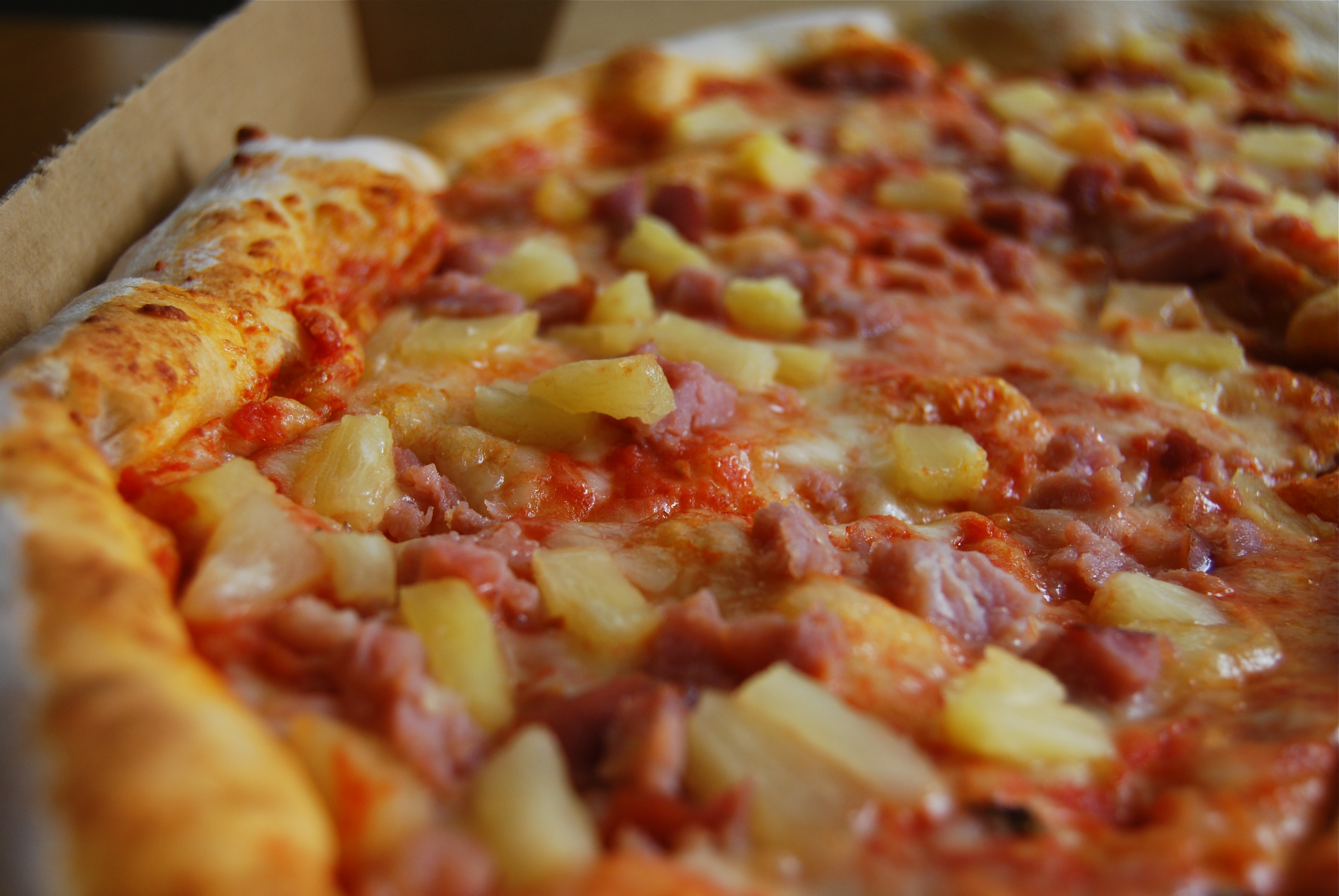
Pizza hawajska, typ którą stworzył Panopoulos

Sotirios „Sam” Panopoulos (gr. Σωτήριος Πανοπούλος; ur. 1934 w Wourwourze, zm. 8 czerwca 2017 w London, Ontario) – kanadyjski restaurator pochodzenia greckiego, uznawany za twórcę pizzy hawajskiej.
Pochodził z greckiej Wourwoury koło Tripoli na Półwyspie Peloponeskim. W 1952 lub 1954 wyemigrował do Kanady, mieszkał najpierw w Halifaksie, potem w Montrealu i Eliott Lake. Po raz pierwszy zetknął się z pizzą w Neapolu, potem także w kanadyjskim Windsor. Razem z braćmi Eliasem i Nikitasem założył restaurację Satellite w Chatham-Kent w stanie Ontario, która oferowała fast foody kuchni amerykańskiej, jak burgery, frytki, dania kuchni azjatyckiej, a także pizzę. W 1962 po raz pierwszy dodał kawałki ananasa na pizzę, nazywając ją pizzą hawajską. Nigdy nie opatentował swojego dania. Początkowo jego pomysł nie spotkał się z entuzjazmem klientów jego lokalu, jednak z czasem przybrał na popularności jako jeden z najpopularniejszych rodzajów pizzy, dostępny nawet w Australii. W 1975 sprzedał swoją restaurację i przeniósł się do London w Ontario, gdzie także prowadził lokale gastronomiczne.
Był żonaty z Christiną przez ponad 50 lat, doczekał się dwójki dzieci i siedmiu wnucząt. Był abstynentem i nie palił tytoniu. Zmarł nagle 8 czerwca 2017 w szpitalu w London. Msza pogrzebowa odbyła się w prawosławnej Katedrze Trójcy Świętej.